# Battaglia di Barga
La battaglia di Barga fu una battaglia delle Guerre di Lombardia che si svolse nel febbraio 1437. Fu combattuta tra l'esercito del Ducato di Milano, comandato da Niccolò Piccinino e quello della Repubblica di Firenze comandato da Francesco Sforza.

## Antefatti
All'inizio del 1437 i fuoriusciti fiorentini avevano chiesto aiuto a Filippo Maria Visconti, duca di Milano, invitandolo a scendere in Toscana. Il Visconti aveva risposto inviandovi un esercito al comando di Niccolò Piccinino. Cosimo de' Medici, per contrastarlo, si era rivolto a Francesco Sforza, allora al soldo di papa Eugenio IV ma che era stato festosamente accolto a Firenze già qualche mese prima. 
L'esercito fiorentino si mosse pertanto prima a Santa Gonda (presso San Miniato) sperando di poter intercettare il Piccinino, poi, avvedutosi che i milanesi non intendevano passare l'Arno, si portò nel pisano.
I lucchesi invitarono il Piccinino a svernare a Barga e, venutolo a sapere, i fiorentini sollecitarono lo Sforza a dirigersi verso quel borgo per attaccar battaglia. Lo Sforza inviò in avanguardia 2 500 fanti al comando del Ciarpellone, di Pietro Brunoro e di Niccolò da Pisa.

## Battaglia
Giunto presso Barga, il Piccinino pose l'assedio al borgo fortificato. Quando l'esercito fiorentino giunse sul campo i milanesi lo attaccarono ma per qualche tempo nessuno dei due ebbe la meglio sull'altro. Fu decisivo l'intervento degli abitanti di Barga che, imbracciate le armi, effettuarono una sortita cogliendo di sorpresa il Piccinino che fu costretto a ritirarsi in disordine.

## Conseguenze
L'esercito fiorentino catturò 500 uomini, due bombarde e tutte le salmerie di quello milanese. Tra i prigionieri più illustri Ludovico Gonzaga, figlio del marchese di Mantova, che fu anche ferito in battaglia. Lo Sforza lo accolse benevolmente e lo lasciò libero di tornare dal padre ma questi decise di entrare nella sua condotta. Tutti gli altri prigionieri, spogliati di armi e averi, furono liberati. 
Il Piccinino malgrado la sconfitta non si diede per vinto e seguendo il Serchio catturò Vecchiano per poi spingersi in Lunigiana ed impossessarsi di Sarzana e altri castelli in mano ai fiorentini lungo il Magra. L'anno successivo lo Sforza riconquistò tutti i castelli e i borghi catturati dal Piccinino, richiamato in Lombardia dal duca di Milano per contrastare la nuova offensiva veneziana.